# Seznam medailistů na mistrovství světa v běhu na 3000 m
Běh na 3000 metrů patřil do programu mistrovství světa v letech 1983 až 1993. V následujících letech ženy na světovém šampionátu absolvovaly trať 5000 metrů.

## Rekordmani mistrovství světa v atletice

Ženy -  Čchü Jün-sia

od roku 1983 do roku 1993
| Rok     | Místo     | Zlato               | Výkon vítěze  | Stříbro           | Bronz               |
| ------- | --------- | ------------------- | ------------- | ----------------- | ------------------- |
| MS 1983 | Helsinky  | Mary Deckerová      | 8:34,62       | Brigitte Krausová | Taťjana Kazankinová |
| MS 1987 | Řím       | Tetjana Samolenková | 8:38,73       | Maricica Puicăová | Ulrike Brunsová     |
| MS 1991 | Tokio     | Tetjana Samolenková | 8:35,82       | Jelena Romanovová | Susan Sirma         |
| MS 1993 | Stuttgart | Čchü Jün-sia        | 8:28,71 – RMS | Zhang Linli       | Zhang Lirong        |